# 1248 Jugurtha
Jugurtha (asteroide 1248) é um asteróide da cintura principal, a 2,6798832 UA. Possui uma excentricidade de 0,0151412 e um período orbital de 1 639,46 dias (4,49 anos).
Jugurtha tem uma velocidade orbital média de 18,05601097 km/s e uma inclinação de 9,14976º.
Esse asteroide foi descoberto em 1 de Setembro de 1932 por Cyril Jackson.